# Movimiento Español de Liberación Homosexual
El Movimiento Español de Liberación Homosexual (MELH), inicialmente llamado Agrupación Homófila para la Igualdad Sexual (AGHOIS), creada en 1970, fue la primera organización de defensa de los derechos de la comunidad LGBT de España.

## Creación
El origen de la asociación está en los grupos de homosexuales catalanes que se reunían periódicamente en diversos pisos privados en Barcelona. Al contrario que otras reuniones a las que asistían homosexuales, como las que se realizaban en casa de Vicente Aleixandre, estas tenían una componente de lucha, de intentar cambiar la situación social. Armand de Fluvià recibía la revista Arcadie desde Francia y estaba al corriente de las revueltas de  mayo de 1968, los disturbios de Stonewall y los movimientos LGBT que estaban naciendo en los Estados Unidos y Europa. Pero la gota que les hizo dar el paso definitivo fue la Ley sobre peligrosidad y rehabilitación social, que consideraba a los homosexuales como «peligro social» solo por serlo.

Los homosexuales en el año 70, en plena dictadura, eran un «peligro para la sociedad». Éramos unos «enfermos mentales» y unos «posibles delincuentes» [...] se nos podía aplicar el código penal por el delito de escándalo público, porque los hechos homosexuales, los magistrados consideraban siempre que la homosexualidad por sí ya era una cuestión de escándalo público, y también como unos «corruptores de menores». A los homosexuales se les juzgaba siempre porque un homosexual era un «corruptor de menores» por definición. Y además, éramos unos «viciosos», unos «perversos invertidos» y para la Iglesia también, y todavía lo seguimos siendo, unos «pecadores».
Armand de Fluvià, entrevista con Jordi M. Monferrer Tomàs, 31 de enero de 2001.

En 1970 Mir Bellgai y Roger de Gaimon, seudónimos bajo los que se ocultaban Francesc Francino y Armand de Fluvià, crearon clandestinamente en Barcelona la Agrupación Homófila para la Igualdad Sexual (AGHOIS), articulada ya como grupo.
En 1971 se renombró el grupo como Movimiento Español de Liberación Homosexual, ya con ramificaciones en Madrid y Bilbao, a imagen del Frente de Liberación Gay de los Estados Unidos. La primera reunión bajo el nuevo nombre fue el 10 de julio de 1972.

## Desarrollo
Una de las primeras acciones del grupo fue el envío desde París de una carta a los obispos procuradores en Cortes y a algunas revistas y diarios, en la que se incluían folletos sobre homosexualidad y ley, aspectos jurídicos de la homosexualidad, etc., para la eliminación de la Ley de Peligrosidad Social. El hecho fue que la ley se suavizó en su paso por las Cortes.
El movimiento entró en contacto con organizaciones similares en Argentina, Estados Unidos, Francia, Reino Unido, Italia y Puerto Rico. Representantes participaron en congresos internacionales en París (1973), Edimburgo (1974) y Sheffield (1975).
Las reuniones continuaron semanalmente en grupos de seis u ocho personas, de forma clandestina, en diferentes pisos. No existía posibilidad de realizar reuniones mayores, hubiesen llamado la atención de los serenos y la policía. Así que cuando había un número suficiente, se creaba un grupo nuevo. Llegó a haber unos seis grupos de 10 a 12 personas. Entre los participantes en las reuniones se encontraban nombres conocidos, como Fabià Puigserver, director de teatro, o Ventura Pons, director de cine. Sin embargo, algunos de los participantes prefieren mantenerse en el anonimato treinta años después.
En las reuniones se discutía sobre todo los problemas de los homosexuales en la España de la época: la familia, la Iglesia, la situación de los gays. A veces incluso se planificaban los temas de discusión para que pudieran ser preparados con bibliografía. Así, por ejemplo, en 1972 se plantearon los temas «La familia» y «El instinto». A partir de agosto de 1972, por influencia de una militante comunista llamada «Armanda Klein», se introduce un elemento ideológico en las discusiones, en concreto el ideario marxista para articular la lucha.

## Desaparición
El movimiento languideció, a causa de la presión policial, y las reuniones desaparecieron hacia 1973 o 74.
Tras la muerte de Franco, el grupo volvería a organizarse ya bajo el nombre de Front d'Alliberament Gai de Catalunya en 1975. La nueva organización, con un evidente carácter nacionalista, se convirtió en uno de los grupos más importantes y combativas de España después de la Transición, siendo uno de los impulsores de la Coordinadora de Frentes de Liberación Homosexual del Estado Español, ya en 1977.

## Boletín AGHOIS
En 1972 se comenzó a publicar la revista AGHOIS, una de las actividades más importantes del grupo. Se publicaron en total dieciocho números de lo que se presentaba como el «suplemento de Arcadie para los españoles». La publicación de la revista fue muy complicada y solo pudo realizarse gracias a la colaboración de la revista Arcadie, sobre todo del activista André Baudry, de la revista sueca Revolt y del apoyo económico y moral del aristócrata Rafael Rosillo. 
Los textos se preparaban en Barcelona y eran transportados a Perpiñán, donde se editaba la revista. Luego eran enviadas a París, desde donde eran reenviadas por correo a España, en su mayoría a Cataluña. Fluvià calcula que solo llegaba un 40% de los envíos y que el 60% era interceptado por la policía. En 1973 la existencia de la revista llegó a oídos del ministro de Asuntos Exteriores Laureano López Rodó y, tras protestas del embajador español en Francia, tuvo que comenzar a publicarse en Suecia, con la colaboración de la revista Revolt.
La revista se definía a sí misma en su primer número:

Leyéndola cubrirás el vacío de tu aislamiento y encontrarás algo más sustancial que una banal conversación. Serás informado de todo cuanto ocurra en España y en el extranjero [...]. Con nuestra relación empezaremos a ser algo más que hombres solitarios en busca de la aventura. Somos hombres conscientes de nuestra peculiaridad, ansiosos por conseguir una mayor libertad y el respeto que se nos debe.
AGHOIS op. cit. Mira (2004)

Los temas tratados eran de carácter político y noticias, tanto nacionales como extranjeras. Pero sobre todo destacaba el aspecto cultural, con críticas sobre libros y películas, siguiendo el ejemplo de Arcadie de intentar crear un sentimiento de historia homosexual común. El tono era amable, muy distinto de la combatividad mostrada por las revistas posteriores. Inicialmente se trataba con profundidad la Iglesia, que en aquel momento era el mayor obstáculo a la normalización, incluso más que el Gobierno. Más tarde el interés se centraría más en la lucha política contra la Ley de Peligrosidad.